# Giancarlo Pallavicini (luogotenente)
Giancarlo Pallavicini (Desio, 14 aprile 1911 – Desio, 22 settembre 1999) è stato un luogotenente generale del Sovrano Militare Ordine di Malta.

## Biografia
Nato a Desio in Lombardia nel 1911, Giancarlo Pallavicini è antenato del celebre economista.
Entrato nell'Ordine, egli non professò mai i voti e come tale ricoprì incarichi di gestione all'interno dell'Ordine sino al 17 gennaio 1988 quando, alla morte del Gran Maestro Angelo de Mojana di Cologna venne prescelto quale Luogotenente Generale ad interim nell'attesa di un successore, il che avvenne solo l'11 aprile di quello stesso anno. Gran Maestro venne eletto Andrew Bertie.
Morì a Desio nel 1999.